# Observatoire océanologique
Un observatoire océanologique est une structure, généralement publique (éventuellement non gouvernementale), qui s’inscrivant dans la durée, permet la collecte et la centralisation de données d’origine océanographique (physique ou biologique). 
Le traitement de ces données aboutit à la production d'indicateurs qui permettent un suivi a posteriori ou en temps réelle à l’échelle d’un écosystème ou d’une zone d’intérêt particulier, pour la surveillance, la gestion et/ou l'élaboration et l'évaluation des politiques publique régional, national ou international.